# L'arlesiana (ópera)
L'arlesiana es una ópera en tres actos del compositor italiano Francesco Cilea con libreto de Leopoldo Marenco. Fue originalmente escrita en cuatro actos y estrenada el 27 de noviembre de 1897 en el Teatro Lírico de Milán. Fue revisada y reducida a tres actos en 1898, y se le añadió un preludio en 1937.
La ópera está basada en L'Arlésienne (1872) de Alphonse Daudet, inspirada en uno de los relatos cortos de su colección Cartas desde mi molino (Lettres de mon moulin) y conocida por la música incidental del compositor francés Georges Bizet.  

## Historia
Fue estrenada con significativo éxito el 27 de noviembre de 1897, contando con la participación de un Enrico Caruso de apenas veinticuatro años. Tuvo mayor éxito al año siguiente, cuando el 22 de octubre de 1898, reduciendo la duración de 4 a 3 actos, fue representada en el mismo teatro. Una tercera versión, drásticamente reformada, fue puesta en escena en el Teatro San Carlo de Nápoles, dirigida por Vittorio Gui. Fue modificada también en las décadas sucesivas, donde se le añade un preludio en 1936 y un intermedio sinfónico que abre el tercer acto en 1938.

## Personajes
| Papel                                                       | Tesitura     | Reparto el 27 de noviembre de 1897 Director: Giovanni Zuccani |
| ----------------------------------------------------------- | ------------ | ------------------------------------------------------------- |
| Federico, prometido con una joven de Arlés, (La arlesiana). | Tenor        | Enrico Caruso                                                 |
| Vivetta, joven enamorada de Federico.                       | Soprano      | Matilde Ricci-De Paz                                          |
| Rosa Mamai, madre de Federico.                              | Mezzosoprano | Minnie Tracey                                                 |
| El Inocente, hermano de Federico.                           | Mezzosoprano | Clotilde Orlando                                              |
| Marco, tío de Federico.                                     | Bajo         | Giuseppe Frigiotti                                            |
| Baldassarre, un viejo pastor.                               | Barítono     | Lelio Casini                                                  |
| Metifio, un arriero.                                        | Barítono     | Mario Aristidi                                                |